# Wolfgang Stampfer

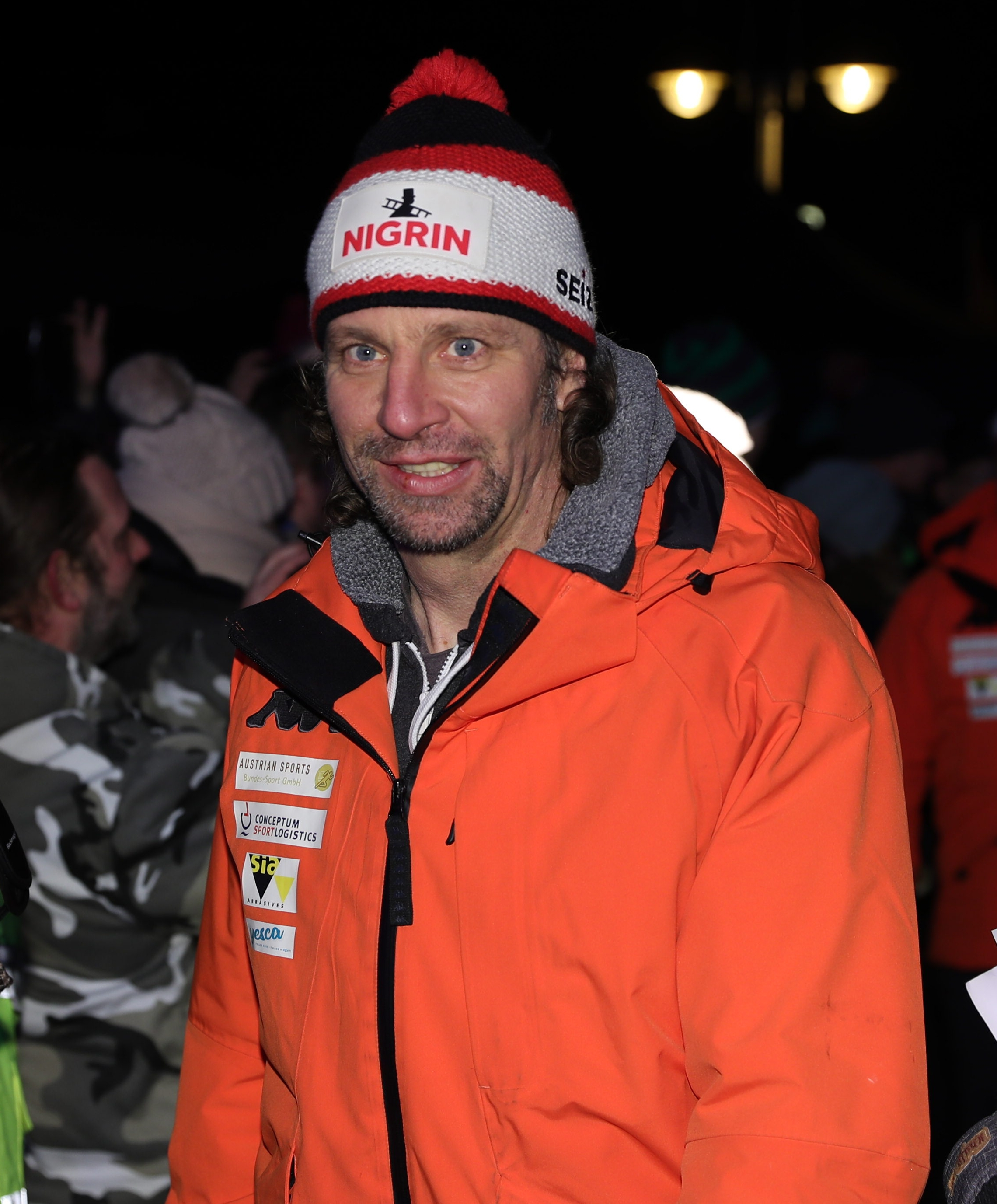
Wolfgang Stampfer, 2020

Wolfgang Stampfer (* 3. Mai 1972 in Innsbruck) ist ein ehemaliger österreichischer Bobpilot und jetziger österreichischer Bob-Nationaltrainer.

## Leben
Wolfgang Stampfer betreibt seit 1992 Bobsport. Er startete für BC Franziskaner Wattens, später BC Amras/Innsbruck. Er war Sportsoldat und zwanzigfacher österreichischer Meister, achtmal im Zweier- und zwölfmal im Viererbob. Zu seinen Anschiebern gehörten und gehören Jürgen Mayer, Klaus Seelos, Andreas Pröller, Johannes Wipplinger, Hans-Peter Welz, Jürgen Loacker, Gerhard Köhler, Sandro Burgstaller und Martin Lachkovics. Seit der Saison 1998/99 gehört er in beiden Bobklassen zur erweiterten Weltspitze im Bobsport.
Beste Platzierungen im Weltcup waren dritte Plätze: 1999 in Winterberg und 2001 in Altenberg im Vierer und 2007 in Cesana im Zweierbob. Der größte Erfolg war der Gewinn der Bronzemedaille im Viererbob bei den Europameisterschaften 1999 in Winterberg. 2004 in St. Moritz und 2005 in Altenberg verpasste er als Viertplatzierter eine weitere Medaille, ebenso 2004 im Zweier in St. Moritz. Beste Platzierungen bei Weltmeisterschaften erreichte er 2003 in Lake Placid und 2007 in St. Moritz als Sechster, jeweils im Zweierbob. Mehrfach startete der Österreicher bei Olympischen Spielen. 2002 belegte er in Salt Lake City den siebten Platz im Zweier und den 13. Platz im Vierer, 2006 in Turin wurde Stampfer Zehnter im Zweier und erneut 13. im Viererbob. 
Juni 2019 wurde Stampfer österreichischer Bob-Nationaltrainer.